# الباخرة زينة
زينة نايل كروز هي باخرة سياحية نهرية تديرها شركة بواخر سونغ أوف إيجبت، تعمل الباخرة في نهر النيل، خاصة في الرحلات النهرية بين مدينتي الأقصر وأسوان. والباخرة مصنفة ضمن فئة الخمس نجوم. وشركة الشحن نفسها مملوكة لشركة السفر المصرية ممنون تورز للسياحة، والتي تعمل مع شركة الرحلات السياحية فونيكس رايزن (أكبر منظمى الرحلات المتخصصة في السياحة النهرية بألمانيا).

## لمحة عن الباخرة
الباخرة زينة هي واحدة من ست بواخر نيلية مملوكة لشركة سونغ أوف إيجبتوت، شُيدت في مصر في 1993. تعمل الباخرة بثلاثة محركات ديزل، كل منها بقوة 322 حصان. وتصل سرعتها إلى 17.5 كم/ساعة.
تضم زينة جناحين في الجزء الأمامي من الطابق العلوي و74 كابينة قياسية لفردين وجميع الكبائن مُكيفة. يتسع المطعم الموجود في الطابق السفلي لاستيعاب 150 شخصاً. يوجد بار ردهة في الطابق الأوسط. يوجد بار آخر على منصة التشمس بجانب حمام السباحة في مقدمة الباخرة. كما يوجد متجر للهدايا التذكارية وبوتيك في المدخل الرئيسي يقدمان الهدايا التذكارية والمجوهرات والملابس.